# Ilinca Manolache
Ilinca Manolache (nacida el 1 de agosto de 1985) es una actriz de teatro y cine rumana.

## Biografía
Ilinca Manolache es hija del actor Dinu Manolache y de la actriz Rodica Negrea. Se licenció en la Universidad Nacional de Teatro y Cine Ion Luca Caragiale. En 2016, recibió el Premio UNITER a la mejor actriz de reparto, por sus papeles en el espectáculo El año desaparecido. 1989.
Ilinca Manolache interpretó papeles en las películas de Radu Jude: No me importa si pasamos a la historia como bárbaros (2018), La mala suerte que golpea al porn alocado (2021), respectivamente el papel principal en No esperes demasiado del fin del mundo (2023) recibiendo aclamación de la crítica.

## Filmografía
- Weekend cu mama (2009)
- Bunraku (2010)
- Funeralii fericite (2013)
- Bucharest Non Stop (2015)
- No me importa si pasamos a la historia como bárbaros (2018)
- Unidentified (2020)
- La mala suerte que golpea al porn alocado (2021)
- No esperes demasiado del fin del mundo (2023)

## Premios y nominaciones
| Año  | Título                                 | Premio                                            | Categoría                   | Resultado | Ref.  |
| ---- | -------------------------------------- | ------------------------------------------------- | --------------------------- | --------- | ----- |
| 2024 | No esperes demasiado del fin del mundo | Premios de la Sociedad Internacional de Cinéfilos | Mejor actriz                | Nominada  | [ 3 ] |
| 2024 | No esperes demasiado del fin del mundo | Premios de la Sociedad Internacional de Cinéfilos | Mejor intérprete revelación | Ganadora  | [ 3 ] |